# 塔拉山 (恩德比地)
67°39′S 45°58′E / 67.650°S 45.967°E
塔拉山是南極洲的山峰，位於恩德比地，處於弗里斯灣和斯普納灣之間，由澳大利亞探險隊拍攝空中照片並繪入地圖，現時由南極條約體系管理。